# Ałaszan
Ałaszan (chiń. 阿拉善沙漠; pinyin Ālāshàn Shāmò) – piaszczysta pustynia w północnych Chinach, w zachodniej Mongolii Wewnętrznej, położona na północny wschód od gór Qilian Shan, pomiędzy rzeką Ruo Shui na zachodzie a Huang He i górami Helan Shan na wschodzie.

## Geografia
Ałaszan dzieli się na trzy mniejsze pustynie: Badain Jaran Shamo, Tengger Shamo i Ulan Buh Shamo. Jej powierzchnia jest równinna, lekko falista i wznosi się na wysokość 840–1600 m n.p.m. Pokryta jest wysokimi (miejscami ponad 300 m) wałami wydmowymi i barchanami. Występują także formy deflacyjne i korazyjne. W obniżeniach bezodpływowych znajdują się słone, okresowe jeziora bądź płytkie wody gruntowe (cajdamy). Roślinność stanowią głównie słonorośla i zarośla saksaułu.